# Aleppói offenzíva (2016. szeptember–október)
A 2016. szeptember–októberi aleppói offenzíva egy olyan katonai hadművelet volt, melyet a Szír Hadsereg indított Aleppóban 2016. szeptemberben, hogy elfoglalja a város még felkelők kezén lévő részeit. A Kelet-Aleppót uraló felkelők többségében a Fatah Halab harcosai voltak, bár jelentős volt a Jabhat Fateh al-Sham és az Ahrar al-Sham kötelékeiben vívók aránya is.

## Az offenzíva

### Légitámadások és a kezdeti harcok

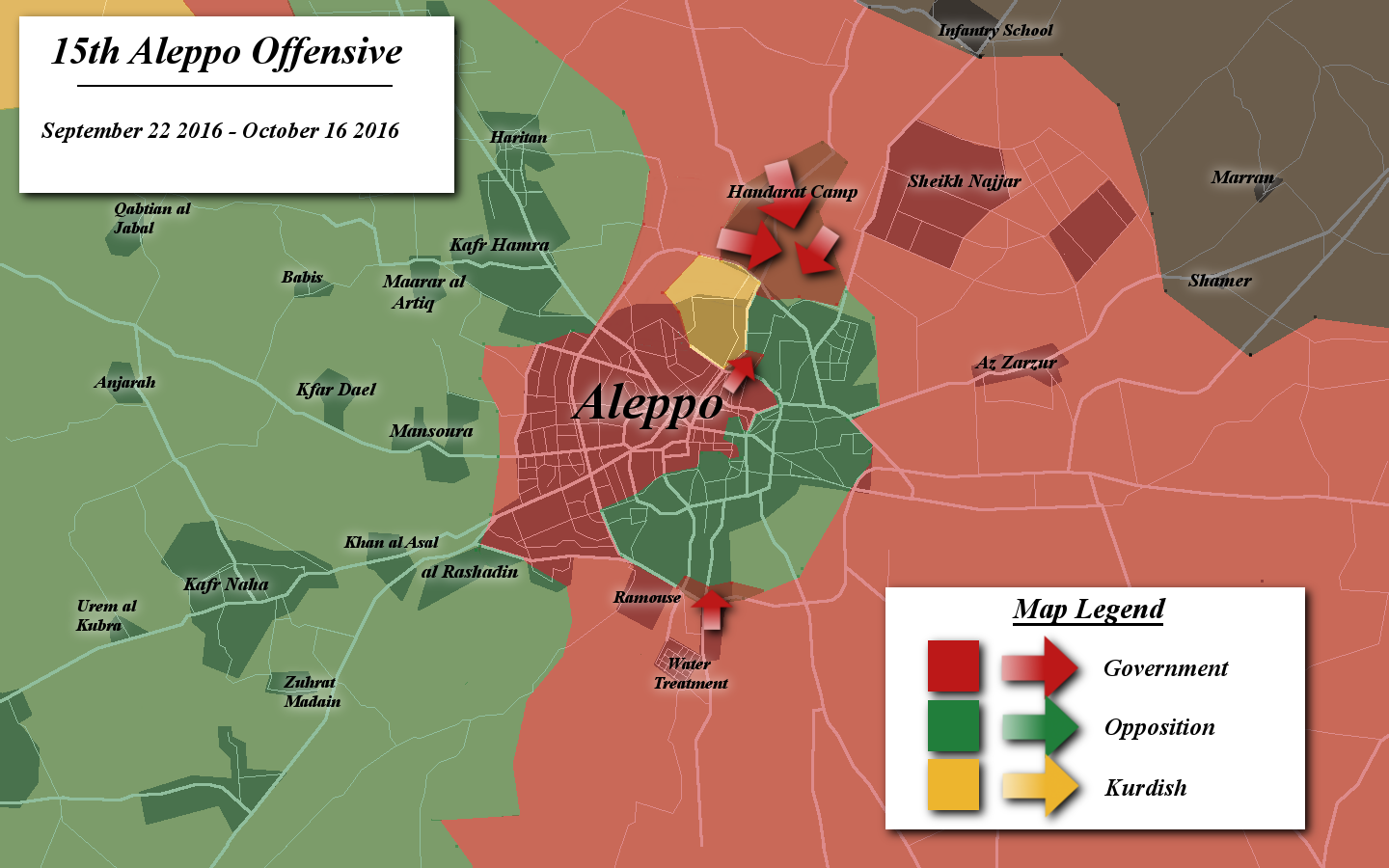
Az offenzíva térképe

2016. szeptember 22-én a szír és orosz légierő előkészítő légi csapásokat mért a területre, hogy így javítsa a következő harcok esélyeit. A nap folyamán öt kerületben mintegy 40 alkalommal történt légitámadás. Megkezdődött a szárazföldi egységek mozgósítása is, estére pedig kezdetét vette a felkelők kezén lévő keleti területek gyalogsági támadása is. A hadsereg ekkor jelentette be hivatalosan az offenzíva megindítását.
A támadások a második napon, szeptember 23-án is folytatódtak. A leírások szerint ez volt „a legvadabb, amivel eddig a városnak szembesülnie kellett.” Épületeket tüntettek el, és megrongálták a város fő vízellátó bázisát. A környező területeket elborították a lángok. A légi támadások kezdete óta 50 orosz támadás érte a várost, 30 pedig a környező területeket. Ezen felül a Szír Légierő is több tucatszor vette célba a területet. A nap folyamán a hadsereg először Aleppó déli külvárosaiban szerzett területeket. Miután a katonák elfoglalták az Al-Badawi mecsetet, utána biztosították a Ramousah-'Amiriyah főutat és ennek a kereszteződését. A kormány előretörése miatt a lakosok Kelet-Aleppó más területeire költöztek át. Később a kormánypárti palesztin milicisták Észak-Aleppóban a Handarat tábor egyes részeit szerezték meg. Ezek között volt Shaher kerület. A Handarat tábor azelőtt palesztin menekülttáborként működött. A második nap végére a Szír Légierő mintegy 150 támadást intézett Aleppó környékén 30 település ellen. Ezen felül a hadsereg is bevetett légvédelmi rakétákat.
Szeptember 24-én a Hadsereg előkészítő munkákat végzett, hogy elfoglalhassa déli Sheikh Sa'id kerületet. A támadás reggel kezdődött, és pár óra alatt a kormány több épülettömböt is megszerzett. Ezzel párhuzamosan a hadsereg tovább haladt a Handarat tábor területén. Megrohamozták annak keleti bejáratát, így már csak a tábor fele maradt a felkelők kezén. Röviddel ezután a palesztin fegyveresek az egész tábort elfoglalták. Ezen felül a kormány seregei egy harmadik irányból is előretörtek, és két tucat lakóépületet elfoglaltak a történelmi belvárosban az Aleppói Citadella környékén. Eközben Aleppó-szerte egy újabb légitámadás-hullám ment keresztül, mely során a felkelők több erődítményét is célba vették, melyek között voltak alagutak, bunkerek és parancsnoki központok is. A Handarat tábori kerület elfoglalása után a hadsereg figyelmének központját áttette a közeli Kindi Rákkórházra, ahol a felkelők saját katonai bázisát kialakították. A kórházban intenzív összecsapásokra került sor. A Hadsereg fegyveres ellenőrzése alá került a közeli Shuqeif Ipari Kerület is. Este a felkelők ellentámadását a Handarat tábornál sikeresen visszaverték. A kormánypárti katonaság azonban kivonult a kerületből, miközben megszerezték az ellenőrzést a menekülttábortól keletre fekvő, közeli Shaher szektor és az Ipari Kerület felett.
Szeptember 25-én, miután biztosították Shaher kerületét, a palesztin milícia újabb támadást indított a Handarat tábor ellen. A területét heves légi támadások érték. A bombázásokban a felkelők több autója is lángra kapott. A harcok tovább folytak a déli Sheikh Sa'id kerületben. Itt a jelentések szerint a terület 25-30%-a volt a Hadsereg ellenőrzése alatt.

### A hadsereg előretörése Aleppó északi és keleti felén
Szeptember 27-én a Hadsereg újabb területekre tett szert Óaleppó Farafira kerületében. Ezeket sikeresen el is foglalta. Ugyanakkor a város felkelők kezén lévő részének két legnagyobb kórházát a levegőből is lőtték, valamint a tüzérség is ostromtűz alá vette. Mánap a hadsereg látványosan területeket szerzett Óaleppó al-Suweiqa kerületében, bár többek szerint a város történelmi részére mért támadásnak leginkább figyelemelterelő célja volt, hogy így enyhítsék a menekülttábornál tapasztalt ellenzéki csapatösszevonást.
Szeptember 29-én a Hadsereg áttörte a Handarat tábort védő utolsó védelmi vonalat is. Ezzel ismét a teljes kerület az ő ellenőrzésük alá került. A Handarat tábor védelmének biztosítása érdekében a hadsereg újabb támadásokba kezdett, és a közeli Shaqayf kerületet vette célba. Ezen kívül megtámadták a Kindi kórházat. Másnap heves összecsapások után a kormánypárti katonák elfoglalták a Kindi kórházat, így sikeresen megerősítették a Handarat tábornál elfoglalt területeiket. Kevesebb mint két kilométer választotta el őket a Jandoul körforgalomtól. Röviddel ezután a hadsereg egy hadműveletet indított a felkelők kezén lévő, központi Suleiman Al-Halabi kerület ellen. Sikerrel járt, nyugati részének nagy többségét megszerezte. Az előretörés után azonban a kormány seregei kivonultak, így ismét a felkelők kezére jutott a terület. A macska-egér harcként jellemzett harcok alatt Suleiman Al-Halabiban, bombázták az egyik vízállomást, mellyel mindkét fél a másikat vádolta. A hadsereg azért próbálta meg megszerezni a bázist, mert ez volt Aleppó kormánykézen lévő része számára a legfőbb vízforrás. Aznap, később a felkelők visszatértek a Kindi kórházba, így újra kirobbantak az épületért folytatott harcok. Eközben a jelentések szerint a hadsereg elfoglalta Bustan Al-Basha kerület északnyugati részét. A felkelők végül sikeresen visszafoglalták a kórházat.
Október 1-én a hadsereg újabb területeket szerzett meg Bustan Al-Basha kerületében. Később azonban a felkelők azt mondták, visszafoglalták a korábban Bustan Al-Basha kerületben elveszített területeiket. Máshol a kormány elfoglalta a Tal Shuqayf hegyet és 16 környező épületet, így a tüzérséggel megfigyelés alatt tudta tartani az Aleppói Fegyverbázist valamint a Shuqayf Ipari Területet. Másnap a hadsereg elfoglalta az Ipari Területet, a Jandoul körgyűrűt, és a Kindi kórházat. Miközben a hadsereg Shuqayfnál tört előre, a Kurd Népvédelmi Egységek milicistái szintén a Jandoul körgyűrű környékén szereztek meg területeket. Eközben folytatódott a Hadsereg előrenyomulása Bustan Al-Basha környékén, a kormány csapatai pedig elérték al-Heluk kerület külső részeit. A Hadsereg legújabb támadását a Suleiman Al-Halabi víztározó ellen ismét visszaverték. Más területeken, a felkelők kezén lévő legnagyobb, úgynevezett M0 kórházat ismét bombatámadás érte. Ekkor a Hadsereg felszólította a felkelőket, hogy hagyják el Aleppót, melyért cserébe biztonságos elvonulást és segélycsomagokat ajánlott.

### A Hadsereg háromirányú támadása
Október 3-án a kormány csapatai megtámadták Owaija kerületét, és a jelentések szerint napnyugta előtt a terület negyedét elfoglalták, miközben a Hadsereg tüzérségi megfigyelést épített ki a Jandoul körgyűrű környékén. Aznap az M10 kórházat már harmadszorra bombázták, s ezalatt teljesen leomlott. Október 4-én a felkelők szerint visszaverték a kormány támadásait a déli Sheikh Sa'id kerületben. Kormánypárti források viszont arról számoltak be, hogy elértek egy hidat a kerület északnyugati részében. Eközben a hadsereg újabb területeket szerzett meg a város középső részében, ahol több magas épület is emelkedett. Az északi Owaija kerületben lévő gyárakat is megszerezték. Négy év óta először a Szír Hadsereg tankjai átlépték az aleppói frontvonalat.
Október 5-én újabb területeket szerzett meg a hadsereg Owaija északi és Al-Amiriyah déli kerületekben. Október 6-án Bustan Al-Basha kerület 50–80%-a a kormány ellenőrzése alatt állt, ugyanez az arány Owaija területén és a Kindi kórházra kilátást biztosító északi Bakarah Kőfejtőknél 45–50%. A Hadsereg újabb előretörésével Bustan Al-Basha területén, két oldalról elzárták a Suleiman Al-Halabi víztározót, szürkületre pedig biztosították a Suleiman Al-Halabi kerületet. Később, éjszaka a hadsereg előretört a Salah al-Din kerületben és Bureij területén, miközben a jelentések szerint megszerezték Sheikh Sa'id kerület fele fölött az irányítást.
Október 7-én reggel a kormány tovább lőtte Sheikh Sa'idot, elfoglalta, és a Tal Sheikh Sa'eed hegyet. Ennek ellenére a felkelők a kerületben több olyan területet is elfoglaltak, melyet korábban elvesztettek. Másnap a támadók már magukénak mondhatták Sheikh Sa'id nagy részét és a Suleiman Al-Halabiban lévő bázis körül is több területet, így a kerület 20%-t ők irányították. Ennek ellenére a kormány teljesen ellenőrzése alatt tartotta Owaija kerületet és a Jandoul körforgalmat. Ennek az lett a következménye, hogy a hadsereg megszerezte a közeli Manashar Al-Breij terület fele fölött az ellenőrzést. A hadsereg előretörése folytatódott Bustan Al-Basha területén is.
Október 9-re macska-egér harc alakult ki Sheikh Sa'id és Bustan Al-Basha kerületekben. Ekkorra már a kormány Aleppó felkelők kezén lévő részének 15–20%-át elfoglalta, és eközben a felkelők az elégtelen források miatt képtelenek voltak a frontvonalat fenntartani. Ebben szerepet játszott az állásaik elleni heves légi támadás is.

### A hadsereg biztosítja az északi területeket. A támadás negyedik fázisának kezdete
Október 10-én reggel a kormány seregei elfoglalták Owaija mellett a Tal Sifan hegyet, másnap pedig megszilárdították ellenőrzésüket a Jandoul körforgalom felett. Másnap a hadsereg Aleppótól északkeletre elfoglalt négy hegyet, melyek közül az egyik rálátást biztosít a Hanano Fiatalok Otthonai Komplexumra. Október 14-én tovább folytak az előretörések Aleppó északkeleti részén, a Hadsereg pedig először tör előre a Fiatalok Otthona Komplexuma felé. A Hadsereg megpróbálkozott egy összekötő út megnyitásával Aleppó északi része és a délen fekvő repülőtér között. Ezért megpróbálta elfoglalni a város délkeleti részén fekvő Al-Aradh Al-Hamra kerület nagyobbik hányadát. Eközben az M10 kórházat egy bunkerromboló bomba találta el.
Október 15-én a kormányerők heves harcok hatására előretörtek Aleppó északi részén a Ba'idayn körforgalom környékén, egy kilométeres frontvonalat létesítettek, a felkelőket pedig egy kilométerrel visszaterelték. A repülőtér irányából szintlén területeket szereztek meg a Nayrab híd és az al-Miysar kerület által jellemzett vonal mentén, így teljesen megszilárdították Al-Aradh Al-Hamra kerület védelmét. Ezen felül a közeli Karm al-Trab negyed egyes részeit is ellenőrzésük alá vonták. Este a kormány csapatai behatoltak a Ba'idayn körforgalomnál létesített felkelői védelmi vonalak mögé, és elfoglalták a környező gyárakat.
Október 16-án visszaverték a hadsereg Sheikh Sa'id elleni támadását. Eközben azonban előretörtek a hadsereg emberei Salah al-Din kerület területén, ahol több mint 10 épületet elfoglaltak.

## Következmények – A légi támadások szüneteltetése; a felkelők ellentámadása
Október 17-én az oroszok bejelentették, hogy 20-án 8 órára szüneteltetik a légi támadásokat, hogy azalatt néhány polgári lakos és felkelő elhagyhassa a területet. A támadásokat a bejelentettnél két nappal korábban, október 18-án reggel felfüggesztették, ami a következő nap is tartott még. Ekkor bejelentették, hogy az október 20-ra tervezett fegyverszünetet három napra, október 22-ig meghosszabbítják. A felkelők szóvivői teljes egészében elutasították az evakuálás lehetőségét, bár három busszal az Ahrar al-Sham 100–150 felkelőjét Aleppó keleti részéből kimenekítették Idlib kormányzóságba. A felkelői csoportok között tovább nőtt a feszültség, mert azokat, akik ki akartak menekülni, a többiek hátráltatták, akadályozták. A kivonulás támogatói közül többen öngyilkosok lettek. A jelentések szerint az al-Nuszra Front nyilvánosan végzett ki több olyan lakost, akik megpróbálták elhagyni a várost.
A jelentések szerint a harcok október 22-én indultak újra, a hadsereg pedig október 24-én megszerezte Salah al-Din egyes részeit. Az oroszok azonban kijelentették, hogy a tűzszünet továbbra is életben marad.
Október 28-án a felkelők seregei Aleppón kívül ellentámadást indítottak, hogy megtörjék a város ostromát.

## Reakciók és elemzés
Szíria elnöke, Bassár el-Aszád azt mondta, a konfliktus a két szuperhatalom, Oroszország és az USA jóváhagyásával vált háborúvá, akik még mindig a hidegháború korában élnek. Szerinte szükség volt az offenzívára, hogy Szíriából Törökországba űzzék a terroristákat.
A Reuters és a The Los Angeles Times szerint is egy lehetséges fordulópont ez a háború történetében.
Az ENSZ-ben az USA küldötte, Samantha Power barbarizmussal vádolta Oroszországot, mivel légi támadásokat mért az offenzíva helyszínein. Az Egyesült Királyság és Franciaország szerint ugyanakkor Oroszország háborús bűnöket követett el. A Los Angeles Times és a szíriai konfliktust „hosszú ideje vizsgálók” szerint a szeptember 22-28 közötti héten történtek semmivel össze nem hasonlítható vadságként és szenvedésként jellemezhető.